# بیوشیمی‌دان

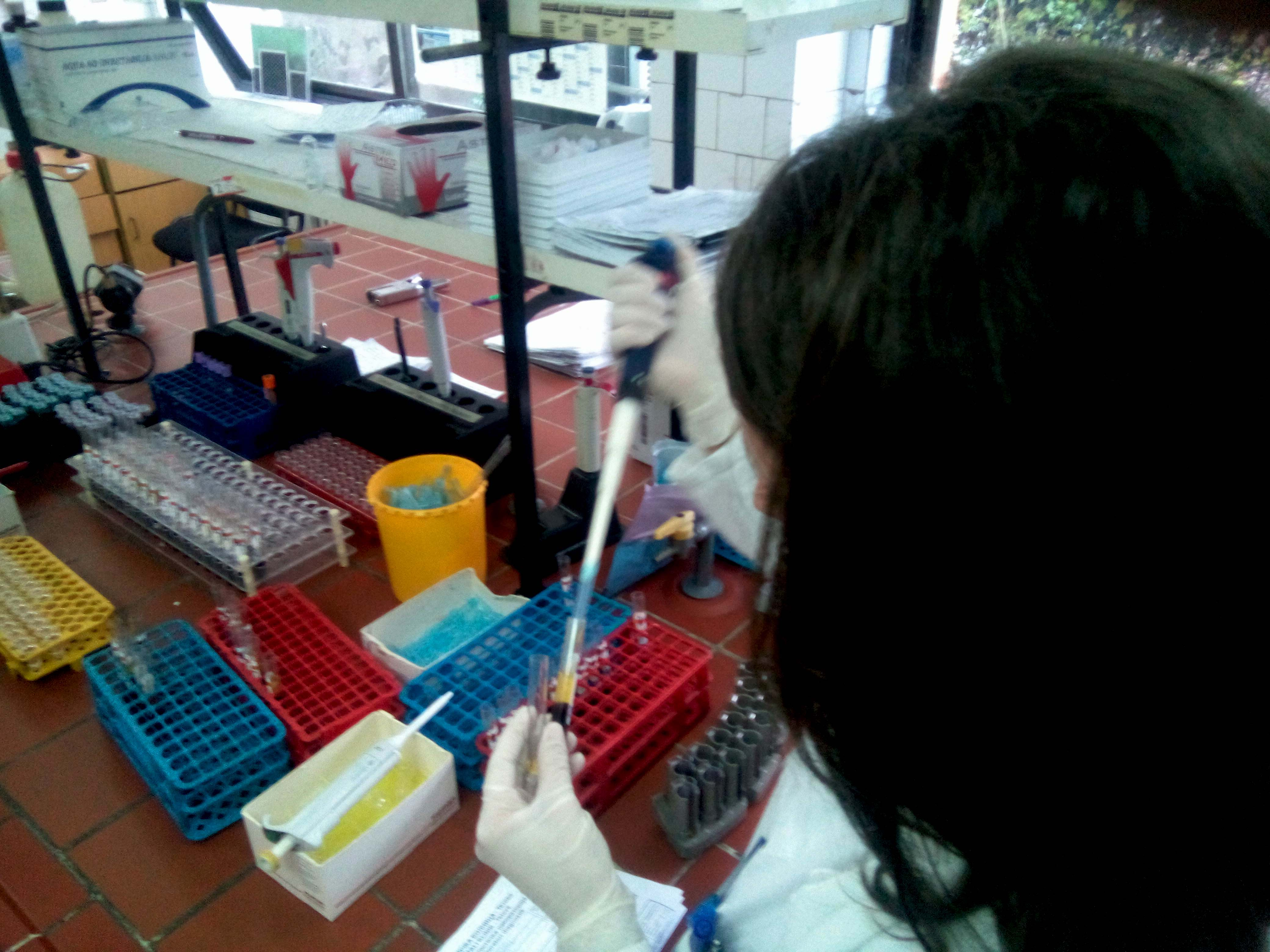
بیوشیمی‌دان، مشغول کار در آزمایشگاه بیوشیمی

بیوشیمی‌دان (به انگلیسی: Biochemists)، دانشمندانی هستند که در بیوشیمی آموزش دیده‌اند. بیشتر بیوشیمی‌دانان به مطالعهٔ فرایندهای شیمیایی و تغییرات شیمیایی موجود در موجودات زنده می‌پردازند، دیگر بیوشیمی‌دانان، به بررسی DNA، پروتئین و ساختارهای سلولی آن‌ها توجه دارند. یک بیوشیمی‌دان همچنین چگونگی شکل‌گیری واکنش‌های شیمیایی به خصوصی را در سلول‌ها و بافت‌ها و اثرهای فراورده‌ها و افزودنی‌های غذایی موجود در مواد غذایی و داروها بر آن‌ها را مشاهده و ثبت می‌کند. عملکرد اصلی یک بیوشیمی‌دان بر بهبود کیفیت زندگی تأکید دارد. تحقیقات پژوهش‌گران بیوشیمی‌دان متمرکز بر برنامه‌ریزی و انجام آزمایش‌های تحقیقاتی؛ و عمدتاً برای توسعهٔ محصولات جدید، به روز کردن محصولات موجود و تجزیه و تحلیل آن‌هاست. همچنین یکی از مسئولیت‌های او ارائهٔ نتایج تحقیقات خود و جلب کمک‌هزینه برای تأمین منابع مالی تحقیقات آینده است.